# Antonow OKA-38
Die Antonow OKA-38 Aist (auch Antonow SchS für Schtab-Swjasnoi) war ein als Schulterdecker ausgelegtes Verbindungsflugzeug aus sowjetischer Produktion.

## Entwicklung
Das Flugzeug hatte starre Vorflügel, Landeklappen, die bis zu 40° ausgefahren werden konnten, und eine großzügig verglaste Pilotenkanzel. Das Fahrwerk war nicht einziehbar. Der Rumpf war aus Stahlrohren geschweißt, während die Tragflächen und das Leitwerk aus mit Stoff bespannten Holzprofilen erstellt wurden.
Es waren zwei Varianten geplant, eine Aufklärer-/Verbindungsflugzeug-Variante und eine Sanitätsflugzeugversion Antonow N-2 für zwei liegende Verwundete und eine Begleitperson mit einer Tür von 2,3 m × 1,1 m auf der linken Seite.
Das Flugzeug ist ein nicht lizenzierter Nachbau der Fieseler Fi 156 Storch, von dem ein Exemplar im Jahr 1940 von der Sowjetunion erworben worden war. Der Argus-Motor wurde durch einen überverdichteten französischen Renault-MV-6-Motor ersetzt (Nenndruckhöhe 2000 m). Wie das Original zeichnete sich die OKA-38 durch gute STOL-Eigenschaften aus, erreichte die Qualitäten des Originals jedoch nicht vollkommen. Die Konstruktion wurde im Jahre 1940 im Auftrag Stalins ausgeführt, jedoch aufgrund des Vordringens der deutschen Invasoren in die Sowjetunion ab 1941 nicht in Serie gebaut, da die vorgesehene Produktionsstätte evakuiert werden musste.

## Technische Daten
| Kenngröße             | Daten            |
| --------------------- | ---------------- |
| Länge                 | 10,30 m          |
| Spannweite            | 14,28 m          |
| Flügelfläche          | 26 m²            |
| Flügelstreckung       | 7,8              |
| Leermasse             | 980 kg           |
| max. Startmasse       | 1343 kg          |
| Triebwerk             | 1 × Renault MV-6 |
| Leistung              | 200 kW (270 PS)  |
| Höchstgeschwindigkeit | 173 km/h         |
| Dienstgipfelhöhe      | 4400 m           |
| Reichweite            | 515 km           |